# Aberdeen
Aberdeen (gaelică scoțiană Obar Dheathain) este un oraș în nord-estul Marii Britanii, în Scoția, centru administrativ și port comercial la Marea Nordului. Situat la gurile de vărsare ale râurilor Dee și Don, este un important centru de pescuit, industrie textilă și construcții navale. Este universitate din 1494.

## Istorie

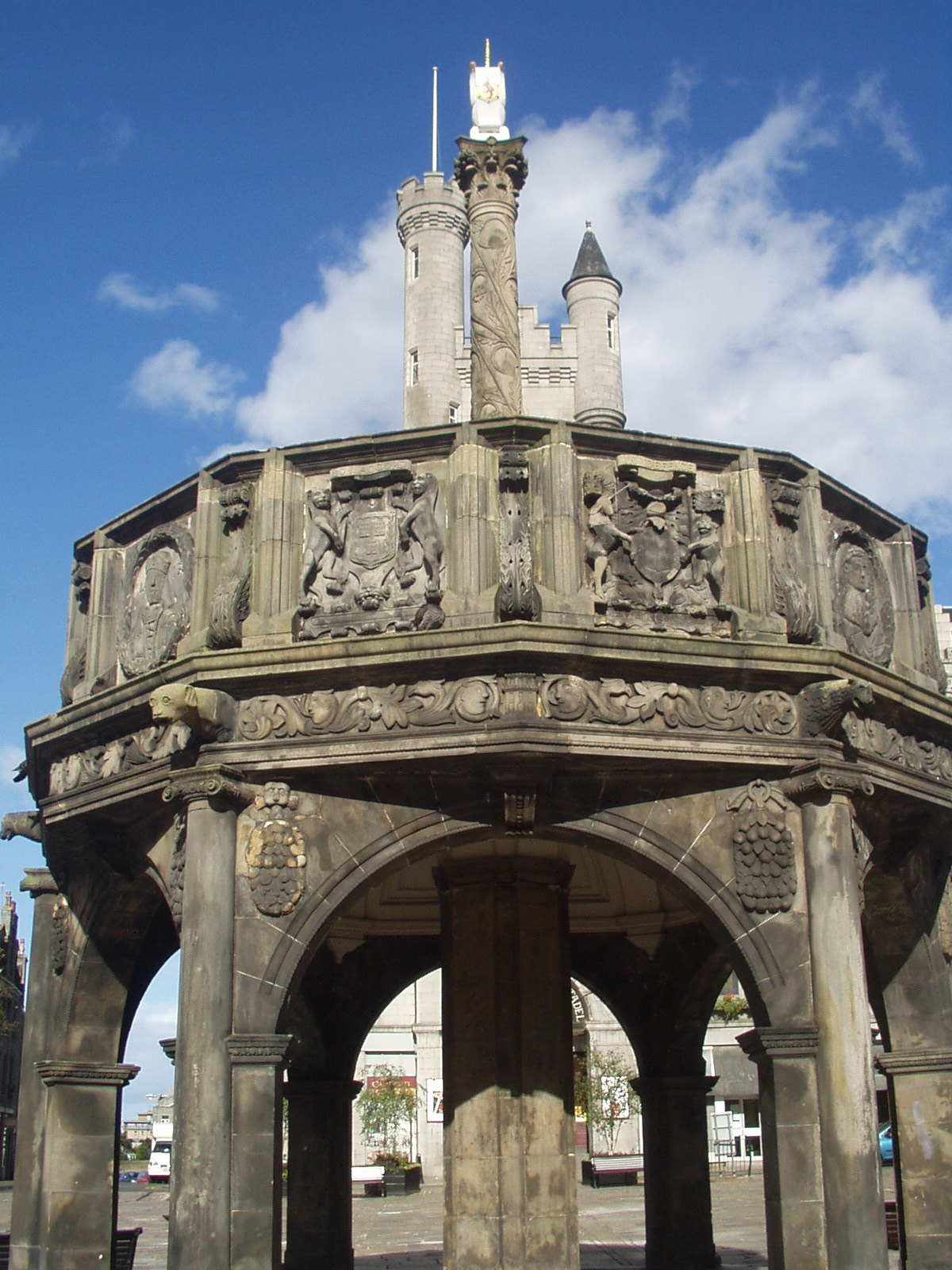
Piața din Aberdeen. Cruce.

Aberdeen a fost burg regal din secolul al XII-lea și reședință regală scoțiană în secolele XII -XIV. L-a susținut pe Robert I în războaiele pentru independența Scoției, iar pentru o perioadă a fost cartierul general al lui Eduard I. Din anii 1970, Aberdeen s-a dezvoltat rapid, devenid principalul centru britanic al industriei petroliere și al industriilor auxiliare acesteia, din Marea Nordului.
Populația orașului la recensământul din 2004 era de 212.125 locuitori.
În valea Strathmore la sud de Aberdeen a fost creată în secolul al XVIII-lea rasa de taurine Aberdeen Angus.

## Orașe înfrățite
- Regensburg, Germania
- Clermont-Ferrand, Franța
- Stavanger, Norvegia
- Gomel, Belarus
- Bulawayo, Zimbabwe

Acest articol conține text din Dicționarul enciclopedic român (1962-1966), aflat acum în domeniul public.